# Sonia Gaskell

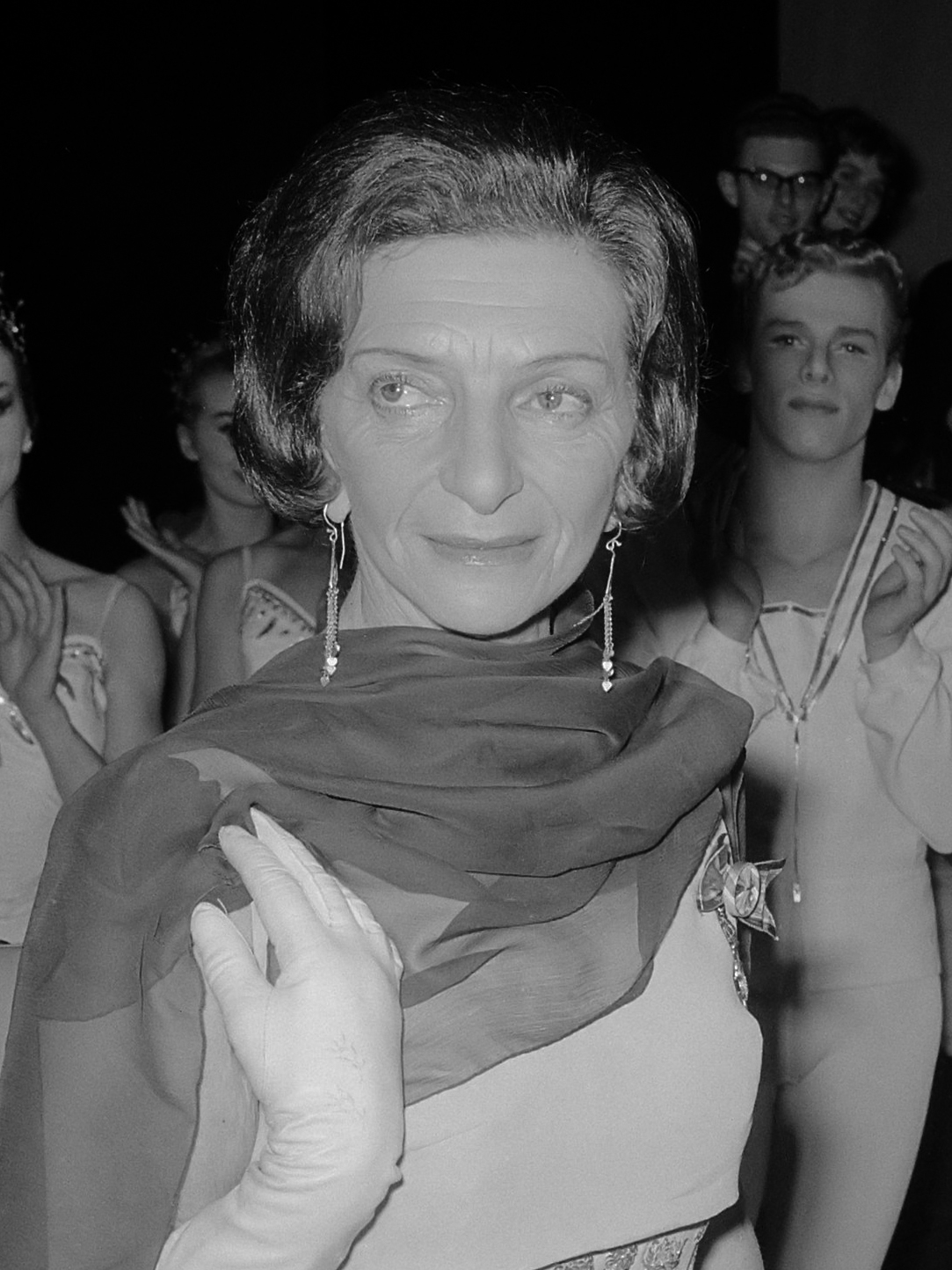
Sonia Gaskell in 1966

Sonia Gaskell (Vilkaviškis (Litouwen), 14 april 1904 – Parijs, 9 juli 1974) was een Nederlandse balletdanseres, pedagoog en choreograaf van Joods-Russische afkomst. Zij was de initiatiefneemster en stuwende kracht van Het Nationale Ballet.

## Levensloop
Gaskell was de dochter van een graanhandelaar. Zij was twee keer getrouwd: van omstreeks 1922 tot 1936 met de wiskundige Abraham Goldenson (van wie zij scheidde) en vanaf 1939 met de binnenhuisarchitect Philipp Heinrich Bauchhenss (1894-1948). Zij had geen kinderen.
In 1921 genoot zij haar eerste danslessen op niveau te Charkiv, toen nog het Russische Charkov, waar zij door het daar heersende antisemitisme in gevaar kwam. In datzelfde jaar vluchtte zij voor de pogroms naar Palestina. Zij woonde en werkte er tot 1924 in een nieuwe kibboets met de naam En-Harod of Ein-Harod (עין חרוד). Daar ging zij haar eerste huwelijk aan.
Haar dansopleiding genoot Gaskell bij madame Egorova. Daarna ging zij naar Parijs, waar zij danste bij Les Ballets de Paris en van 1927 tot 1929 bij Ballets Russes van Sergej Diaghilev.
In 1939 vestigde de Joodse Gaskell zich met haar Nederlandse echtgenoot in Amsterdam en opende daar een balletschool. Tijdens de oorlog moest ze regelmatig onderduiken, maar de school bleef doordraaien.
Na de oorlog richtte zij diverse balletgezelschappen op, die geen van alle een lang leven waren beschoren.  In 1954 werd zij leidster van het Nederlands Ballet, dat in 1961 fuseerde met het Amsterdams Ballet. Zo ontstond Het Nationale Ballet en hiervan bleef zij tot 1968 de leiding houden. In dat jaar werd Gaskell opgevolgd door Rudi van Dantzig.
Gaskell was veeleisend en streng voor haar dansers en choreografen. Dit leidde in 1958 bij de dansers van het Nederlands Ballet tot onvrede over hun werkomstandigheden. In 1959 vertrokken de ontevreden dansers en richtten het Nederlands Dans Theater op.
Toch was zij de stuwende kracht achter veel vernieuwingen in de balletwereld en stond zij aan de basis van de Nederlandse balletstijl die na de oorlog zou ontstaan. Tot haar leerlingen behoorden onder anderen Hans van Manen en Rudi van Dantzig, die zelf eveneens zouden uitgroeien tot pioniers van de Nederlandse naoorlogse dans. Ook Audrey Hepburn volgde lessen bij haar.
Een van haar vele initiatieven was de oprichting van een dansafdeling aan het Koninklijk Conservatorium te Den Haag. Een van haar leerlingen was Olga de Haas, die op 33-jarige leeftijd overleed.
Na haar aftreden werd zij in 1969 onder meer bestuurslid van de dansafdeling van UNESCO en regisseur van bepaalde op Bijbelboeken geënte televisie-ensceneringen, Job (1969) en Het Hooglied (1970).